# Улице зла
Улице зла (енгл. Mean Streets) је филм Мартина Скорсезеа из 1973. са Робертом де Ниром и Харвијем Кајтелом у главним улогама.

## Радња филма
Улице зла су први прави ауторски филм Мартина Скорцезеа. На мајсторски начин ујединио је две теме које га опседају - ситне гангстере и католичанство са жестоким, полудокументаристичким стилом и изврсном рок-музиком. С тим филмом започеле су и бриљантне каријере двојице тада врло младих глумаца - Роберта Де Нира и Харвија Кајтела.
Криминалистичка драма о двојици младих Њујорчана италијанског порекла који живе у четврти званој "Мала Италија". Чарли је ситни криминалац који ради за свог ујака и утерује дугове. Његов је најбољи пријатељ и сарадник Џони Бој, експлозиван младић склон безразложном насиљу. Чарли се према њему односи покровитељски, јер зна да је Џони особа психопатских карактеристика која може изазвати нежељену гужву. Чарли је искрени католик и нада се божјем спасу и за себе и за Џонија. Ако нису на улици, онда су у ресторану који држе њихови пријатељи Тони  и Мајкл.
Чарли је заљубљен у Тересу, Џонијеву рођаку која болује од епилепсије. Чарлијев ујак Ђовани, искусни мафијаш, није задовољан што Чарли излази с болесном девојком, а не свиђа му се ни непредвидљиви Џони. Разапет између пријатеља, девојке и мафијаша, Чарли ће се покушати из свега извући, али Џони ће се отети контроли и све ће кренути наопако...

## Улоге
| Глумац         | Улога    |
| -------------- | -------- |
| Роберт де Ниро | Џони Бој |
| Харви Кајтел   | Чарли    |
| Dejvid Proval  | Тони     |
| Amy Robinson   | Тереса   |
| Richard Romanu | Мајкл    |
| Cesare Danova  | Ђовани   |
| Victor Argo    | Mario    |
| George Memmoli | Joey     |
| Lenny Scaletta | Jimmy    |